# Botánika
Botánika (del ruso: Ботаника) es un posiólok del raión de Gulkévichi del krai de Krasnodar, en el sur de Rusia. Está situado 18 km al sureste de Gulkévichi y 144 km al este de Krasnodar, la capital del krai. Tenía 998 habitantes en 2010.
Pertenece al municipio Otrado-Kubánskoye.

## Transporte
Al este de la localidad pasa la carretera federal M29 Cáucaso.